# جبران القحطاني
جبران سعيد بن القحطاني هو سعودي تم اعتقاله خارج نطاق القضاء لمدة خمسة عشر عاما تقريبا في معسكرات الاعتقال الأمريكية في خليج غوانتانامو بكوبا. ويقدر محللو قوة المهام المشتركة غوانتانامو أنه ولد عام 1977 في تبوك بالمملكة العربية السعودية.
وكان القحطاني قد وصل إلى غوانتانامو في 5 أغسطس 2002، ونقل إلى الإمارات العربية المتحدة في 19 يناير 2017. تخرج من جامعة الملك سعود في السعودية بدرجة هندسة.

## وصلات خارجية
- Jabran al-Qahtani's Guantanamo detainee assessment via Wikileaks
- Who Are the Remaining Prisoners in Guantánamo? Part Six: Captured in Pakistan (2 of 3) Andy Worthington, October 6, 2010
- Commissions Transcripts, Exhibits, and Allied Papers
- US military charges Omar Khadr with murder[وصلة مكسورة], CTV, November 7, 2005
- US charges five Guantanamo detainees with war crimes, الصين يوميا, November 7, 2005
- Supreme Court to hear challenge to military commissions, San Francisco Mercury, November 7, 2005